# Requisia vidmari
Requisia vidmari és una espècie de litoptern del Paleocè inferior de l'Argentina. Les seves restes fòssils foren trobades a la formació de Salamanca (província de Chubut). És l'única espècie del gènere Requisia.
Té una morfologia dentària molt similar a la de Notonychops però amb caràcters més primitius. La morfologia de les cúspides, el tipus de desgast i els caràcters crescentiformes de l'M3 indiquen que Requisia vidmari presenta forts indicis de caràcters selenodonts, de manera que se'l considera el representant més primitiu de l'ordre dels litopterns. Requisia i probablement Wainka són més primitius que Notonychops, però la seva semblança morfològica en justifica la inclusió a la mateixa família, la dels notonicòpids. Es creu que la radiació adaptiva dels ungulats del Paleocè fou precoç i eventualment ràpida, cosa que dificultaria trobar un model filogenètic prou precís.